# 反徵兵聯盟
反徵兵聯盟，是指反對使用徵兵制度進入軍隊的組織。

## 简介
- 一个反徵兵聯盟由艾瑪·高德曼、亞歷山大·貝克曼及其他美國的無政府主義者在第一次世界大戰所組織。
- 一個反徵兵聯盟建立於英國1939年1月，后於第二次世界大戰的全時間徵兵制所取代。